# ハビエル・マリアス
ハビエル・マリアス・フランコ（Javier Marías Franco、1951年9月20日 - 2022年9月11日）は、スペインの小説家、翻訳家、コラムニスト。

## 経歴と作品
マドリード生まれ。父親は哲学者のフリアン・マリアスで、独裁者フランシスコ・フランコに反対したために一時投獄され、教壇に立つことを禁じられていた（このエピソードはマリアスの小説『明日の顔は』3部作の主人公の父親の経歴に反映されている）。母親はハビエルが25歳の時に死去した。母方の叔父に映画監督のヘスス・フランコがおり、マリアスが最初に文学に関わったのはこの叔父のための『ドラキュラ』の脚本の翻訳だった。
父フリアンがイェール大学、ウェルズリー大学などで教鞭を取っていたため、マリアスは幼年期の大半をアメリカ合衆国で過ごした。その後、マドリードのColegio Estudioで教育を受けた。
最初の小説『狼の領域』（Los dominios del lobo）はパリに逃げた後の17歳の時の作品、第2作『地平線横断』（Travesía del horizonte）は南極大陸遠征を描いた冒険小説である。マドリード・コンプルテンセ大学を卒業後、マリアスは英文学のスペイン語翻訳者になる。翻訳した作家には、ジョン・アップダイク、トーマス・ハーディ、ジョゼフ・コンラッド、ウラジーミル・ナボコフ、ウィリアム・フォークナー、ラドヤード・キップリング、ヘンリー・ジェイムズ、ロバート・ルイス・スティーヴンソン、トマス・ブラウン、ウィリアム・シェイクスピアなどがいる。1979年、ローレンス・スターンの『トリストラム・シャンディ』の翻訳でスペイン国家賞を受賞。1983年から1985年まで、オックスフォード大学でスペイン文学と翻訳についての講義をする。
1986年に『センチメンタルな男』（El hombre sentimental）を出版。1988年の『すべての魂』（Todas las almas）はオックスフォード大学を舞台とした小説で、1996年にスペインの映画監督グラシア・ケレヘタ（Gracia Querejeta）が『El Último viaje de Robert Rylands』として映画化した。1992年には『白い心臓』（Corazón tan blanco）を発表。商業的にも批評的にも成功を収め、1997年に（英語翻訳者のMargaret Jull Costaとともに）国際IMPACダブリン文学賞を受賞した。
自身が数ヶ国語に通じ、国際機関の通訳を務めたこともあり、1986年以降の小説の主人公は、通訳か翻訳者である。そのことについてマリアスは、「彼らは自分自身の意見を放棄した人間なんだ」と述べている。
2002年、『明日の顔は 1.微熱と槍』（Tu rostro mañana 1. Fiebre y lanza）を発表。これはマリアスの野心的3部作の1作目で、第2巻『明日の顔は 2.舞と夢』（Tu rostro mañana 2. Baile y sueño、2004年）を経て、『明日の顔は 3.毒と影と別れ』（Tu rostro mañana 3. Veneno y sombra y adiós、2007年）で完結した。
2006年、レアル・アカデミア・エスパニョーラの「R」席に選ばれる。
2008年、インタビューでロバート・ルイス・スティーヴンソンの意見に同意して、小説家たちの作品は「とても子供っぽい」のみならず、現実の出来事を語ることは不可能で、「できることは決して起こらなかったこと、作り事、想像したことを、たっぷり語るだけ」と語った。
2016年、ニューヨーカー誌に掲載された短編小説「女が眠る時」がウェイン・ワン監督によって日本で映画化された。2022年、新型コロナウイルス感染による肺炎により死去。

## レドンダ国王
マリアスの作品『すべての魂』の中に、詩人で第3代レドンダ国王であるジョン・ゴースワース（John Gawsworth）なる人物が描かれている。この挿話は現実の話であり、ゴースワースの死後、王国の覇権が争われるが、マリアスが触れた「在位中の」王ジョン・ウィン・タイソン（Jon Wynne-Tyson）が1997年に廃位して、その王座をマリアスに譲った。マリアスの偽小説『時の黒い背』（Negra espalda del tiempo）にはその顛末が年代記として描かれている。マリアスはこの本について、『すべての魂』の登場人物たちの情報源となった多くの人々に触発されたものである、と嘘を言っている（そもそも、レドンダ島とは無人島である）。レドンダ王国の王位を継承してから、マリアスは出版物に「Reino de Redonda（レドンダ国王）」という肩書きを入れるようになった。
マリアスは王として、以下の人々に爵位を授けた。
- ペドロ・アルモドバル（Trémula公）
- アントニオ・ロボ・アントゥーネス（Cocodrilos公）
- ジョン・アッシュベリー（Convexo公）
- ピエール・ブルデュー（Desarraigo公）
- ウィリアム・ボイド（Brazzaville公）
- Michel Braudeau（Miranda公）
- A・S・バイアット（Morpho Eugenia女公爵）
- ギリェルモ・カブレラ・インファンテ（Tigres公）
- Pietro Citati（Remonstranza公）
- フランシス・フォード・コッポラ（Megalópolis公）
- Agustín Díaz Yanes（Michelín公）
- ロジャー・ドブソン（Bridaespuela公）
- フランク・ゲーリー（Nervión公）

- Francis Haskell（Sommariva公）
- エドゥアルド・メンドサ（Isla Larga公）
- Ian Michael（Bernal公）
- アルトゥーロ・ペレス＝レベルテ（Corso公）
- Francisco Rico（Parezzo公）
- サー・ピーター・ラッセル（Plazatoro公）
- フェルナンド・サバテール（Caronte公）
- W・G・ゼーバルト（Vértigo公）
- Luis Antonio de Villena（Malmundo公）
- フアン・ビジョーロ（Nochevieja公）
- アントニー・ビーヴァー（Houyhnhnm公）
- コルム・トビーン（Coole公）

さらにマリアスは、公爵・女公爵の審査による文学賞を創設した。受賞者には賞金とともに爵位が与えられていた。受賞者は以下の通り。   。
- 2001年 J・M・クッツェー（Deshonra公）
- 2002年 John Huxtable Elliott（Simancas公）
- 2003年 クラウディオ・マグリス（Segunda Mano公）
- 2004年 エリック・ロメール（Olalla公）
- 2005年 アリス・マンロー（Ontario女公爵）
- 2006年 レイ・ブラッドベリ（Diente de León公）
- 2007年 ジョージ・スタイナー（Girona公）
- 2008年 ウンベルト・エーコ（la Isla del Día de Antes公）
- 2009年 Marc Fumaroli（Houyhnhnms公）
- 2010年 ミラン・クンデラ（Amarcord公）
- 2011年 イアン・マキューアン（Perros Negros公）
- 2012年 フィリップ・プルマン（Cittàzze公）
- 2014年 ジョン・バンヴィル（Infinidades公）

またマリアスは、「Reino de Redonda」という小規模な出版社を運営していた。

## 日本語訳作品
- 『白い心臓』（2001年、有本紀明訳、講談社）
- 『女が眠る時』（2016年、砂田麻美・木藤幸江・杉原麻美訳、PARCO出版）
- 『執着』（2016年、白川貴子訳、東京創元社、海外文学セレクション）

## 作品
- Los dominios del lobo（狼の領域、1971年）
- Travesía del horizonte（地平線横断、1972年）
- El monarca del tiempo（時間の君主、1978年）
- El siglo（世紀、1982年）
- El hombre sentimental（感傷的人間、1986年）
- Todas las almas（すべての魂、1989年）
- Corazón tan blanco（白い心臓、1992年）
- Vidas escritas（書かれた人生、1992年）
- Mañana en la batalla piensa en mí（明日の戦いでは私のことを思え、1994年）
- Cuando fui mortal（私が人間であったとき、1996年）
- Negra espalda del tiempo（時の黒い背、1998年）
- Tu rostro mañana 1. Fiebre y lanza（明日の顔は 1.微熱と槍、2002年）
- Tu rostro mañana 2. Baile y sueño（明日の顔は 2.舞いと眠り、2004年）
- Tu rostro mañana 3. Veneno y sombra y adiós（明日の顔は 3.毒と影と別れ、2007年）
- Los Enamoramientos（執着、2011年）

## 映画化作品
- 女が眠る時（2016年、日本映画）